# Ħal Luqa
Ħal Luqa – ou plus simplement Luqa – est une localité de Malte d'environ 6 000 habitants, située dans le centre de l'île de Malte, lieu d'un conseil local (Kunsilli Lokali) compris dans la région (Reġjun) Xlokk.

## Activités économiques
C'est à Luqa que se trouvent l'aéroport international de Malte et les services de météorologie qui lui sont rattachés.

## Géographie
| Qormi    | Il-Marsa | Paola                 |
| Siġġiewi | Ħal Luqa | Santa Luċija Il-Gudja |
| Mqabba   | Kirkop   | Birżebbuġa Ħal Safi   |

## Jumelages
La ville de Ħal Luqa est jumelée avec les villes de :
- Gallodoro (Sicile) depuis 2018
- Fiumicino (Italie) depuis 2007

## Sources
- (mt) Alfie Guillaumier, Bliet u Rħula Maltin (Villes et villages maltais), Klabb Kotba Maltin, Malte, 2005.
- (en) Juliet Rix, Malta and Gozo, Brad Travel Guide, Angleterre, 2013.
- Alain Blondy, Malte, Guides Arthaud, coll. Grands voyages, Paris, 1997.